# Motor Source
Source és un motor de jocs desenvolupat per Valve Corporation. Les seves característiques úniques inclouen un alt grau de modularitat i flexibilitat, un renderer basat en shaders, tecnologia de sincronització dels llavis i expressió facial i un sistema de física poderós, eficient i preparat per treballar en xarxa. Source funciona en entorns de 32 i 64 bits i a les plataformes Windows, Xbox, Xbox 360 i PlayStation 3. Els primers jocs a incorporar-lo van ser Counter-Strike: Source i Half-Life 2 l'octubre del 2004.